# راه‌آهن آنتوفاگاستا و بولیوی

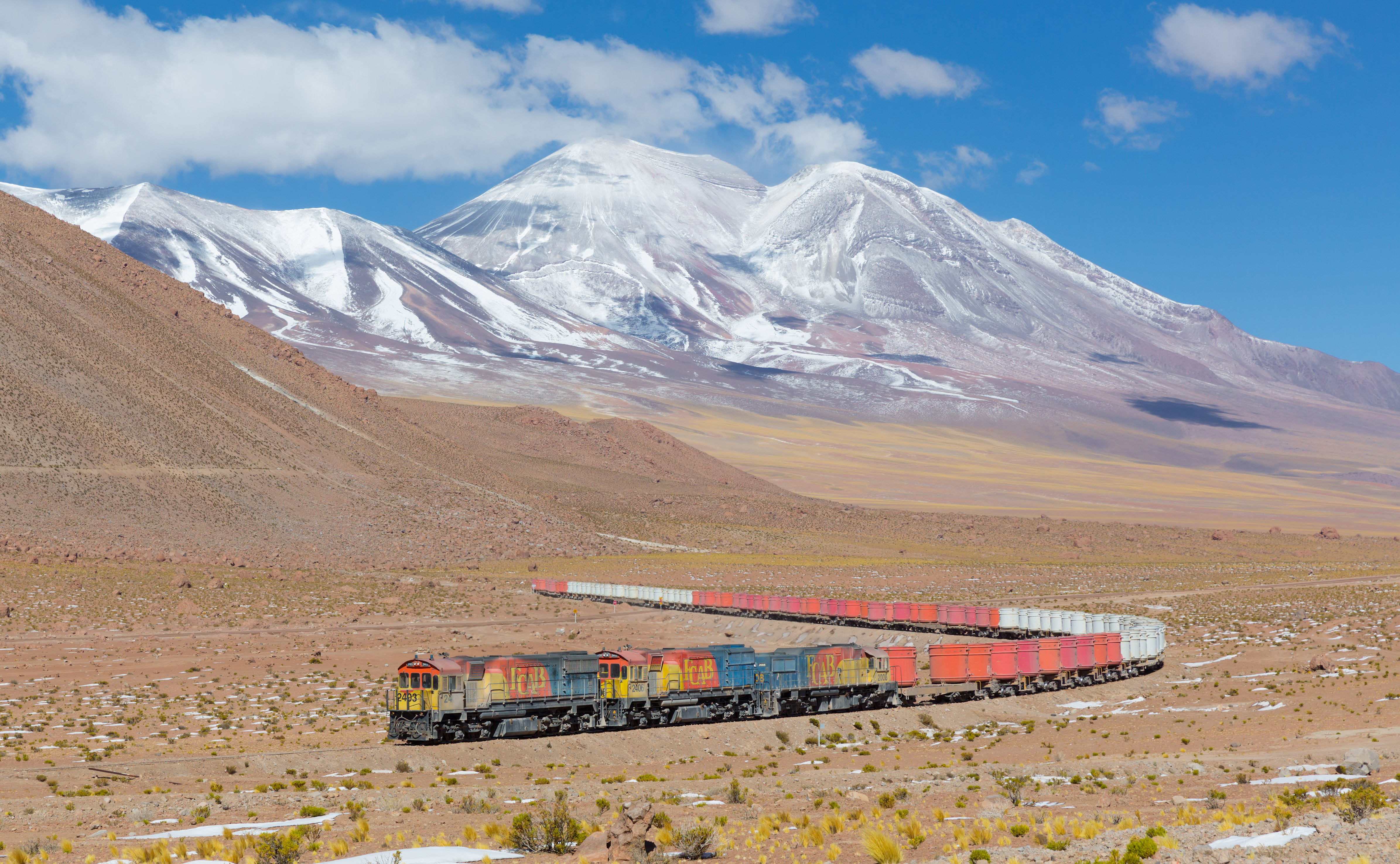
نگاره‌ای از یک قطار باربری متعلق به شرکت FCAB در بیابان آتاکاما در شمال شیلی.

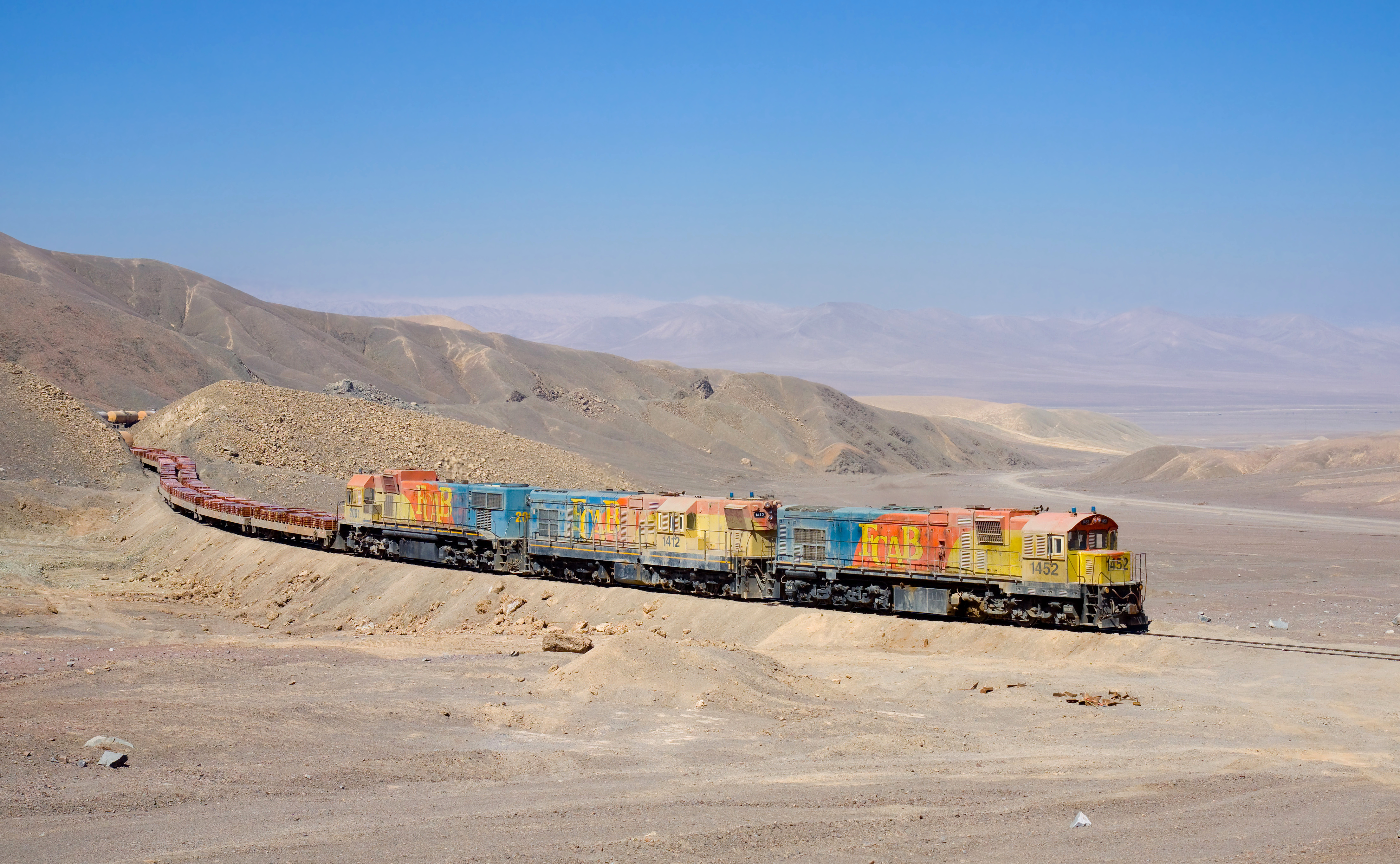
نگاره‌ای از یک قطار باربری متعلق به شرکت FCAB در بیابان آتاکاما در شمال شیلی.

راه‌آهن آنتوفاگاستا و بولیوی (به اسپانیایی: Ferrocarril de Antofagasta a Bolivia) اختصاراً «FCAB» یک شبکهٔ ریلی خصوصی است که در سال ۱۸۷۳ میلادی، بنیان‌گذاری شد. قطارهای این شرکت بین دو کشور بولیوی و شیلی در حرکت هستند.
1. ↑  «راه‌آهن_آنتوفاگاستا_و_بولیوی». wikibin.ir. دریافت‌شده در ۲۰۲۴-۰۳-۰۶.
2. ↑  «Estación de Ferrocarril de Antofagasta a Bolivia | Consejo de Monumentos Nacionales de Chile». www.monumentos.gob.cl. دریافت‌شده در ۲۰۲۴-۰۳-۰۶.